# Вреден дивеч
„Вреден дивеч“ е български телевизионен игрален филм (късометражен, новела, драма) от 1990 година на режисьора Димитър Караджов, по сценарий на Младен Денев. Оператор е Алеко Драганов. Музика и художник е Димитър Желев.

## Актьорски състав
| Роля                                                | Изпълнител          |
| --------------------------------------------------- | ------------------- |
| Костадин                                            | Емил Марков         |
| жената на Костадин                                  | Маргарита Стефанова |
| бай Данчо, пазач на язовира и ловно-рибарската хижа | Иван Янчев          |
| кака Стефана                                        | Катя Чукова         |
| кметът                                              | Иван Йорданов       |
| баба Койна                                          | Леонтина Ардити     |
| бащата                                              | Любомир Миладинов   |